# 利夫里 (卡尔瓦多斯省)
利夫里（法語：Livry，法語發音：[livʁi] ⓘ）是法国卡尔瓦多斯省的一个旧市镇，位于该省西部，原属于巴约区。2017年1月1日，利夫里和相邻的另外2个市镇合并为新市镇欧尔河畔科蒙（Caumont-sur-Aure），并改属维尔区。

## 地理
利夫里（49°6'29"N, 0°45'57"W）面积23.48 平方千米，位于法国诺曼底大区卡爾瓦多斯省，该省份为法国西北部沿海省份，北濒大西洋英吉利海峡，东北与滨海塞纳省以海上边界相接，东临厄尔省，南至奧恩省，西与芒什省接壤。
与利夫里接壤的市镇（或旧市镇、城区）包括：昂克托维尔、卡阿涅、卡阿尼奥勒、科蒙莱旺泰、富洛涅、圣日耳曼代克托、圣奥诺里娜德迪西、托尔特瓦勒-凯奈。

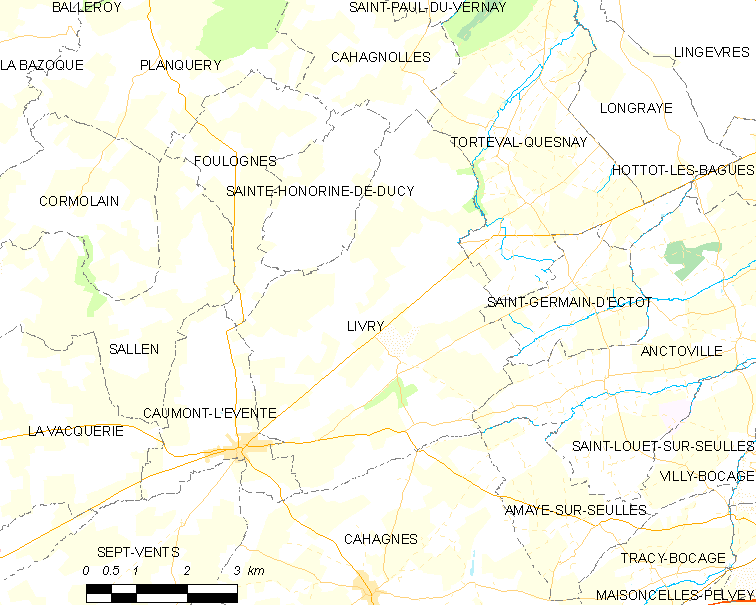
的OSM定位图

利夫里的时区为UTC+01:00、UTC+02:00（夏令时）。

## 行政
利夫里的邮政编码为14240，INSEE市镇编码为14372。

## 政治
利夫里所属的省级选区为莱蒙多奈县。

## 人口

1962-2008年间人口变化图示

利夫里于2018年1月1日时的人口数量为737人。